# I'm Like a Virgin Losing a Child
I'm Like a Virgin Losing a Child è l'album studio di debutto del gruppo rock alternativo Manchester Orchestra di Atlanta. È stato pubblicato tramite 'etichetta Favorite Gentlemen / Canvasback Recordings il 14 ottobre 2006.
La canzone Wolves at Night è contenuta nel videogioco NHL 08.

## Tracce
1. Wolves at Night – 4:05
2. Now That You're Home – 3:08
3. The Neighborhood Is Bleeding – 2:49
4. I Can Feel Your Pain – 2:52
5. Where Have You Been? – 6:15
6. I Can Barely Breathe – 5:01
7. Sleeper 1972 – 4:08
8. Golden Ticket – 3:31
9. Alice and Interiors – 4:19
10. Don't Let Them See You Cry – 1:45
11. Colly Strings – 5:59